# Difetto di vacanza
Un difetto di vacanza o vacanza reticolare è un difetto puntuale dei cristalli, dovuto all'assenza dal reticolo cristallino di uno o più atomi; tale assenza può essersi determinata durante la solidificazione a causa di disturbi locali o può essere stata creata da deformazioni plastiche o da un rapido raffreddamento.
Nei cristalli ionici (ad esempio il cloruro di sodio, NaCl) si distinguono in difetti di Schottky, e difetti di Frenkel. Da un punto di vista termodinamico sono stabili poiché, dopo essere stata esaurita l'energia necessaria ad attivare il processo, per creare altre vacanze il sistema dovrebbe ricevere altra energia.

## Vacanza di Schottky
Nel difetto di Schottky sia il catione (ione positivo) che l'anione (ione negativo) risultano assenti dal reticolo. L'assenza di uno solo degli ioni causerebbe uno squilibrio nelle cariche elettriche, che si realizza difficilmente, dato che la stechiometria di un materiale varia difficilmente. Nell'esempio del cloruro di sodio, l'assenza dello ione negativo (Cl-) è compensata elettronicamente dall'assenza del catione o ione positivo (Na+).
Per i solidi ionici con formula MX, il difetto di Schottky è dato dalla vacanza di M (VM) e dalla vacanza di X (VX); per un solido con formula MX2 è dato da una singola vacanza di M (VM) e due vacanze di X (2VX)(per rispettare l'elettroneutralità e la stechiometria).

## Vacanza di Frenkel
Un altro esempio di difetto di vacanza sono i cosiddetti difetti di Frenkel, in cui uno ione (in genere un catione) si sposta da una posizione regolare ad una interstiziale; questi difetti hanno minore probabilità di formarsi in quanto hanno una maggiore energia di formazione rispetto agli altri.
Anche questa tipologia di difetti assicura la neutralità di carica ad un reticolo ionico, ma a differenza del precedente, non associa due vacanze, bensì una vacanza ad un difetto interstiziale, quindi vi è semplicemente uno spostamento di un atomo dalla sua posizione ideale.